# 伍泰龍
伍泰龍（英語：Jason Ng Tai-long，2000年2月12日—）是來自香港的三項鐵人運動員，就讀香港科技大學工程系。

## 運動生涯
伍泰龍在2022年哈薩克斯坦舉行的亞洲三項鐵人錦標賽中，作為香港隊的一員獲得了混合接力賽的銀牌。同年，他在杭州亞運會中獲得了混合接力賽的銅牌。
2023年，伍泰龍在日本名古屋舉行的亞洲U23及青少年三項鐵人錦標賽中，與隊友一起奪得男女子混合接力賽的金牌，並在U23男子組個人賽中獲得銅牌。
2024年2月，他在香港粉嶺馬尾下附近訓練時遭遇交通意外，但迅速恢復並在同年5月成功獲得2024年巴黎奧運會的參賽資格。2024年，伍泰龍在日本廣島廿日市舉行的亞洲三項鐵人錦標賽中，以1小時57分45秒的成績獲得第6名，創下個人最佳成績。

## 主要成就
- 2022年亞洲三項鐵人錦標賽混合接力賽銀牌
- 2022年杭州亞運會混合接力賽銅牌
- 2023年亞洲U23及青少年三項鐵人錦標賽男女子混合接力賽金牌
- 2023年亞洲U23及青少年三項鐵人錦標賽U23男子組個人賽銅牌
- 2024年亞洲三項鐵人錦標賽第6名